# Albert Schwarz (Politiker, 1876)
Albert Schwarz (* 25. September 1876 in Leipzig; † 22. Juli 1929 in Heidenau) war ein deutscher Politiker (SPD). Von 1919 bis 1921 war Schwarz Wirtschaftsminister des Freistaats Sachsen.

## Leben
Schwarz wurde 1876 als Sohn eines Güterbodenarbeiters in Leipzig geboren. Nach der Schulzeit absolvierte er eine Ausbildung zum Metallarbeiter und schloss sich vor der Jahrhundertwende der sozialdemokratischen Arbeiterbewegung an. Er besuchte das Leipziger Arbeiter-Bildungs-Institut und war ab September 1907 Geschäftsführer des Deutschen Metallarbeiter-Verbandes (DMV) in Heidenau bei Dresden.
Schwarz rief im Frühsommer 1919 eine Landesstelle für Gemeinwirtschaft ins Leben, welche als Schnittstelle zwischen Verwaltung und Wissenschaft die „Sozialisierung“ der Wirtschaft in den dafür geeigneten Bereichen einschätzen und fördern sollte.  Er war außerdem deutscher Sachverständiger für internationales Arbeitsrecht bei den Friedensverhandlungen im Mai 1919 in Versailles. Schwarz amtierte kurzzeitig vom 15. November 1918 bis 21. Januar 1919 als volksbeauftragter Arbeits- und Wohlfahrtsminister des zur „sozialen Republik“ erklärten Sachsens und wirkte in der Nachkriegszeit vom 21. Januar 1919 bis 30. April 1921 als Wirtschaftsminister des Freistaates Sachsen.
Schwarz trat wegen einer Lungentuberkulose vom sächsischen Ministeramt zurück und konzentrierte sich nach seiner Genesung verstärkt auf die parlamentarische Arbeit im Landtag. Als Kritiker der sozialdemokratisch-kommunistischen Kooperation des Jahres 1923 verurteilte Schwarz aber auch ab Januar 1924 die von Teilen der SPD-Landtagsfraktion eingegangene Regierung der Großen Koalition mit bürgerlichen Kräften. Ein rein sozialdemokratisches Reformkabinett (wie schon 1920–1922/23) blieb sein politisches Ideal. Aufgrund seiner parlamentarischen Erfahrungen wurde Schwarz von der SPD 1926 für das Amt des sächsischen Landtagspräsidenten vorgeschlagen und vom Landtag gewählt. Dieses Amt übte Schwarz bis wenige Wochen vor seinem Tod aus.
Das 1922 bis 1925 unter seiner Mithilfe und Beratung entstandene Luftbad Heidenau trägt seit 1946 seinen Namen, nachdem ein hier errichtetes Denkmal zu Ehren des ehemaligen sächsischen Wirtschaftsministers und Landtagspräsidenten im Jahr 1933 von den Nationalsozialisten zertrümmert worden war. Im Jahr 2000 wurde das Denkmal durch die Stadt Heidenau und den Betreiber des Freibads erneut aufgestellt.